# Vaccinium emarginatum
Vaccinium emarginatum är en ljungväxtart som beskrevs av Bunzo Hayata. Vaccinium emarginatum ingår i Blåbärssläktet, och familjen ljungväxter. Inga underarter finns listade i Catalogue of Life.